# Kepler-16b

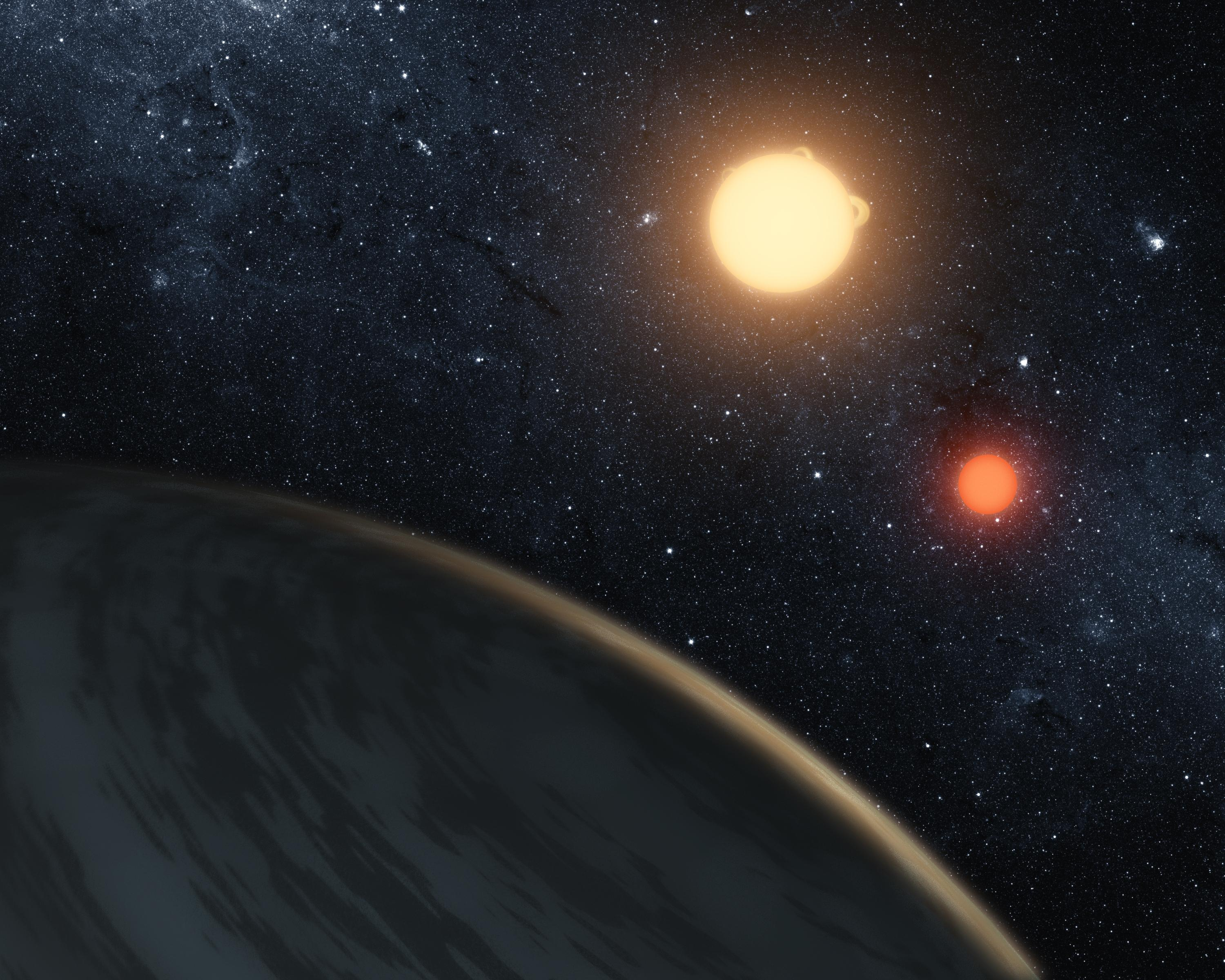
Umělecká představa exoplanety Kepler-16b (vpředu)

Kepler-16b, formálně Kepler-16 (AB)-b, je extrasolární planeta. Její hmotnost přibližně odpovídá hmotnosti Saturnu, skládá se z poloviny z plynů a z poloviny z ledu a hornin. Obíhá dvojhvězdu Kepler-16, jedná se o první potvrzený a jednoznačný případ planety obíhající dvě hvězdy.
Kepler-16 b byla objevena pomocí vesmírného teleskopu NASA Kepler (sonda). Planeta byla objevena tranzitní metodou, když si vědci všimli zeslabování a zjasňování jedné z mateřských hvězd. Trvání jednotlivých tranzitů a načasování tranzitů a zatmění umožnilo nezvykle vysokou přesnost výpočtů ohledně velikosti a hmotnosti planety Kepler-16b. Podle vyjádření Laurence Doyla, vedoucího objevitelského týmu jde o nejpřesnější měření planety mimo sluneční soustavu. Například průměr planety byl k roku 2011 znám lépe než jakékoli jiné exoplanety.
Planeta je zajímavá rovněž i tím, že obíhá blíže k dvojhvězdě, než se dosud předpokládala možnost stabilních oběžných drah. Podle původních předpokladů by planeta na stabilní oběžné dráze obíhat nejméně sedmkrát dále od dvojhvězdy než činí vzájemná vzdálenost obou hvězdných složek v systému. Kepler-16b však obíhá jen v poloviční 3,5krát dále.
Při pozorování ze Země, planeta přestala zakrývat jednu z hvězd v roce 2014, druhou, jasnější z hvězd bude zakrývat v průběhu roku 2018, poté se stane až do 40. let 21. století ze Země nedetekovatelnou.
Kepler-16b obíhá v blízkosti vnějšího okraje obyvatelné zóny. Pravděpodobně jde ale o plynného obra s povrchovou teplotou zhruba minus 100 až minus 70 stupňů Celsia.

## Jméno
Objevitelský tým uvedl objev třetího tělesa v systému Kepler-16 jako Kepler-16 (AB)-b nebo jednodušeji Kepler-16b. V oficiální databázi těles mimo sluneční soustavu je planeta uvedena jako Kepler-16 (AB)-b. Encyklopedie extrasolárních planet ji uvádí jako Kepler-16 (AB) b.
Smithsonian center neformálně uvádí planetu jako Tatooine, což je odkaz na smyšlenou planetu ze série Star Wars, kde je klíčovým místem. Supervizor speciálních efektů, který se podílel na několika filmech z této série k tomu vedl, že věda se znovu ukázala jako podivnější a zvláštnější než fikce.

## Potenciální obyvatelnost
Obyvatelná zóna v systému Kepler-16 se nachází přibližně v rozmezí 55–106 milionů km daleko od soustavy hvězd. Kepler-16b se nachází na oběžné dráze ve vzdálenosti 104 milionů km, tedy poblíž vnějšího okraje této zóny. Ačkoli podle současných poznatků není pravděpodobnost existence života na plynném obru příliš vysoká, výzkum pracovníků Texaské univerzity v Austinu ukazuje, že odchylky v pohybech jiných těles by mohly způsobit migraci objektů přibližně o velikosti Země dovnitř soustavy. Tyto by pak planeta Kepler-16b mohla zachytit jako svoje měsíce. Vědci zvažovali rovněž existenci druhé planety v systému, obíhající ve vzdálenosti 140 milionů km, která by si mohla udržet tepelnou energii potřebnou k existenci kapalné vody a skleníkových plynů.